# Угон Boeing 737 на Мальту
Угон самолёта Boeing 737 на Мальту — авиационное происшествие с одним из регулярных международных воздушных рейсов между Афинами (Греция) (аэропорт Элиникон) и Каиром (Египет) (аэропорт Каир). 23 ноября 1985 года авиалайнер Boeing 737-266-Advanced авиакомпании EgyptAir, совершавший рейс MS648, был захвачен террористами из организации Абу-Нидаля.
Последующий штурм самолёта специальной группой египетских войск привёл к гибели 60 человек, что сделало угон рейса 648 одним из самых смертоносных угонов самолёта в истории.

## Угон
23 ноября 1985 года рейс 648 вылетел в 20 часов из Афин в Каир. На борту самолёта было 89 пассажиров. Через десять минут после взлёта трое палестинских террористов из организации Абу Нидаля захватили самолёт. Та же террористическая группа угнала рейс Pan American-073 годом позже. Террористы называли себя египетскими революционерами, у них были огнестрельное оружие и гранаты. Командир группы Омар Резак приказал проверить паспорта всех пассажиров. Во время проверки агент египетской тайной службы Мустафа Камаль открыл огонь, убив одного из террористов, но был ранен вместе с двумя бортпроводниками. В результате стрельбы фюзеляж оказался пробит, что привело к быстрой разгерметизации салона. Экипажу пришлось опустить самолёт до высоты в 4,3 км, чтобы люди могли дышать.
Первоначально террористы требовали вести самолёт в Ливию, но из-за негативной огласки в случае угона в Ливию и недостатка топлива, в качестве более подходящего варианта была выбрана Мальта. В самолёте было опасно мало топлива, были серьёзные проблемы с давлением, на борту были несколько раненых пассажиров. Власти Мальты отказались дать разрешение на посадку. До этого они также запрещали посадку другим угнанным самолётам, включая самолёт авиакомпании «Алиталия», угнанный 23 сентября 1982 года на пути к Италии. Угонщики настаивали и вынудили пилота Хани Галаля посадить самолёт в мальтийском аэропорту Лука. Чтобы не допустить посадку, мальтийцы в последний момент отключили посадочные огни, но тем не менее пилоту удалось посадить самолёт.

## Национальности пассажиров
На борту самолёта оказались пассажиры следующих национальностей:
| Национальность | Пассажиры | Экипаж | Всего |
| -------------- | --------- | ------ | ----- |
| Австралия      | 2         | 0      | 2     |
| Бельгия        | 1         | 0      | 1     |
| Египет         | 40        | 6      | 46    |
| Греция         | 17        | 0      | 17    |
| Израиль        | 12        | 0      | 12    |
| Филиппины      | 7         | 0      | 7     |
| США            | 9         | 0      | 9     |
| Канада         | 2         | 0      | 2     |
| Мексика        | 2         | 0      | 2     |
| Всего          | 89        | 6      | 95    |

Среди мексиканских пассажиров оказались актриса Лупита Паллас и её дочь Лейла Ортиз де Пинедо (мать и сестра актёра Хорхе Ортиза де Пинедо).

## Противостояние
Сначала мальтийские власти были настроены оптимистично, они полагали, что у них получится урегулировать кризис. У Мальты были хорошие отношения с арабским миром. 12 годами раньше властям удалось разрешить потенциально более опасную ситуацию в похожих обстоятельствах с самолётом Боинг 747 компании KLM. Мальтийский премьер-министр Кармело Мифсуд Боничи бросился к диспетчерской вышке аэропорта и взял на себя ответственность за переговоры. При помощи переводчика он объяснил, что отказывается дозаправить самолёт или отвести мальтийские вооружённые силы, окружавшие самолёт, пока все пассажиры не будут освобождены. Террористы разрешили одиннадцати пассажирам и двум раненым бортпроводникам покинуть самолёт. Затем они начали расстреливать заложников. Первой жертвой стала женщина из Израиля Тамар Артзи, угонщики выстрелили ей в голову и в спину, но ей посчастливилось выжить после ранений. Командир группы Резак пригрозил, что будет каждые 15 минут расстреливать по пассажиру, пока его требования не будут выполнены. Следующей его жертвой стала Ницан Менедельсон, другая женщина из Израиля, угонщики убили её. Затем Резак пристрелил троих американцев Патрика Скотта Бейкера, Скарлет Мэри Рогенкамп и Джеки Нинк Пфлаг. Мендельсон умерла в мальтийской больнице через неделю после угона. Арци, Бейкер и Пфлаг выжили. Британский пассажир позднее вспоминал, как Резаку пришлось поднимать оружие, чтобы выстрелить в Бейкера, ростом в шесть футов пять дюймов.
Франция, Великобритания и США предложили послать свои антитеррористические отряды. Премьер-министр Боничи оказался под сильным давлением, как со стороны террористов, так и послов США и Египта, прибывших в аэропорт. Правительство Мальты, которое придерживалось нейтралитета, опасалось, что представители США или Израиля прибудут и установят контроль над местностью. База военно-морской авиации США Сингонелла была только в 20 минутах. Самолёт C-130 «Геркулес» ВВС США с воздушной медицинской эвакуационной командой на борту находился на основной базе ВВС (2-я аэромедицинская эвакуационная эскадра) на Рейне близ г. Франкфурт, Германия. Хирургические команды быстрого развёртывания из медицинского центра ВВС в Висбадене были переброшены в американский военно-морской госпиталь в г. Неаполь, Италия. Когда американские представители объяснили мальтийским властям, что Египет располагает специальной антитеррористической командой, обученной американским отрядом «Дельта» и эта команда готова прибыть — мальтийцы дали на это разрешение. Египетский отряд 777 под командованием генерал-майора Камала Аттиа вылетел в сопровождении четырёх американских офицеров. Переговоры были затянуты насколько это возможно. Было принято решение, что штурм начнётся утром 25 ноября, при передаче пищи в самолёт. Египетские солдаты, переодетые в доставщиков пищи, должны были взломать двери и ворваться в самолёт.

## Штурм самолёта
Египетские коммандос без предупреждения перенесли начало штурма на полтора часа раньше запланированной. Они взорвали пассажирские двери и двери багажного отсека. Бонники утверждал, что эти несанкционированные взрывы привели к возгоранию внутренней пластмассы самолёта, что привело к повсеместному удушью. С другой стороны газета Times of Malta цитируя источники в аэропорту утверждала, что угонщики, поняв, что штурм начался, бросили гранаты в пассажирскую зону, погубив людей и вызвав пожар на борту.
Штурм самолёта привёл к гибели 54 из оставшихся 87 пассажиров, двоих членов экипажа и одного угонщика. Только одному террористу, самому Омару Резаку удалось выжить. Мальтийские власти не опознали его. Командир террористов, раненный в ходе штурма, сбросил капюшон и боеприпасы и притворился раненым пассажиром. Египетские коммандос выследили Резака, которого отвезли в главную больницу св. Луки. В поисках Резака они вошли в отделение скорой помощи, нацелив оружие на медицинский персонал. Он был арестован, после того как его опознали несколько пассажиров в больнице.
Всего погибли 58 из 95 пассажиров и членов экипажа, были убиты двое из трёх угонщиков. Мальтийские эксперты определили, что восемь пассажиров были застрелены насмерть египетскими коммандос.
Резак предстал перед мальтийским судом, но так как антитеррористического законодательства на Мальте не было, он был обвинён по другим статьям. Повсеместно царил страх, что террористы отомстят, угнав мальтийский самолёт или устроив теракт на Мальте. Резак был приговорён к 25-летнему заключению, из которого отбыл восемь лет. Освобождение Резака вызвало дипломатический скандал между США и Мальтой, поскольку мальтийские законы категорически запрещают для любой юрисдикции вторично преследовать по закону лиц, по обвинениям, связанным с той же серией событий (с более широкими ограничениями по сравнению с классической двойной ответственностью). После освобождения он был схвачен по прибытии в Нигерию. Через три месяца он был выдан США, предстал перед американским судом и 7 октября 1996 года был приговорён к пожизненному заключению без права на досрочное освобождение.

## Оценки
Джон Мицци пишет в своей книге 1989 года «Massacre in Malta»:

«Мальта столкнулась с проблемой, к которой была плохо готова. Власти заняли твёрдую позицию, отказав угонщикам в дозаправке самолёта, но не выдвинули никаких значимых предложений из-за политической предвзятости и неопытности, чтобы урегулировать последствия, возникшие вследствие этого решения. С самого начала не было организовано ни одной подходящей команды для оценки или постепенного преодоления кризиса, хотя всего несколько дней назад по просьбе правительства группа экспертов из США на Мальте провела курс по управлению инцидентами».
Оригинальный текст (англ.) «Malta was faced with a problem it was ill-equipped to meet. The authorities took a firm stand in denying fuel to the hijackers but made no sensible provisions, through political bias and lack of experience, to meet the circumstances that arose from this decision. No proper team was set up at the outset to evaluate or deal progressively with the crisis, although only a few days previously an incident management course had been organized by a team of U.S. experts in Malta at the request of the government».

— 
Мицци добавляет:

«Египетским коммандос дали слишком большую свободу действий, они выполнили свою задачу, мало заботясь о безопасности пассажиров. Они были полны решимости любой ценой расправиться с угонщиками. Первоначальный отказ правительства Мальты воспользоваться антитеррористическими ресурсами США (командой, во главе с генерал-майором, располагавшей подслушивающими устройствами и другим оборудованием), предложенными Госдепартаментом через американское посольство на Мальте, решение, пересмотренное слишком поздно, сыграло большую роль в неэффективном управлении всей операцией».
Оригинальный текст (англ.)«The Egyptian commandos were given too free a hand and they acted out of their mission with little regard for the safety of the passengers. They were determined to get the hijackers at all costs and the Maltese government's initial refusal for U.S. anti-terrorist resources (a team led by a major-general with listening devices and other equipment) offered by the State Department through the U.S. Embassy in Malta – a decision reversed too late – contributed in no small measure to the mismanagement of the entire operation».

— 
Мицци также упоминает, что мальтийские солдаты, расположенные вблизи самолёта, были вооружены винтовками без боезапаса. Итальянская тайная служба сообщила, что пожар на борту был вызван взрывчаткой, которую египетские коммандос заложили в грузовом отсеке самолёта — наиболее уязвимой части самолёта, поскольку там содержатся ёмкости с кислородом, которые и взорвались. Во время угона только СМИ, контролируемые социалистической партией, и государственное телевидение сообщали информацию об инциденте. Из-за цензуры население Мальты впервые узнали о катастрофе от итальянской РАИ-ТВ, чей корреспондент Энрико Ментана выступал в прямом эфире через телефон: «Parlo da Malta. Qui c'è stato un massacro …» (Говорю с Мальты. Здесь случилась массовая гибель). Вскоре после этой передачи мальтийское национальное телевидение выступило с ошибочным сообщением, что все пассажиры освобождены и находятся в безопасности.
США выразили протест Мальте в связи с тем, что персонал США, направленный для решения этой проблемы, был ограничен персоналом штаба эскадрильи и посольством США во Флориане. Власти США рассматривали ситуацию настолько серьёзной, что направили к берегам военные корабли, в том числе авианосец на случай непредвиденных обстоятельств.
Авиакомпания EgyptAir всё ещё совершает полёты по маршруту Афины-Каир (номера рейсов 748 и 750) на самолётах Боинг 737-800. Номер 648 сейчас закреплён за рейсом Риад — Каир.

## В культуре
Заложник из США Джэки Нинк Пфлаг, получившая ранение в голову, рассказала о событиях угона в документальном телесериале I Survived… канала Biography Channel, вышедшем в эфир 13 апреля 2009 года. Нейрохиругическую операцию ей провёл Лоуренс Зринцо, основатель нейрохирургии на Мальте. Пфлаг также описала детали угона и штурма в своей книге 2001 года «Miles to Go Before I Sleep». Инцидент был описан и обыгран в серии Terror in the Skies" сериала Interpol Investigates канала National Geographic Channel.
Угон стал предметом для книги «Valinda, Our Daughter» канадского автора Глэдис Тейлор.
События угона послужили основой сюжета для романа Брэда Тора «Path of the Assassin».